# Henryk Darlowski
Henryk Darlowski (* 1953 in Warschau) ist ein polnischer Jazzmusiker (Keyboards) und freischaffender Künstler in Wiesbaden.
Darlowski spielte zwischen 1970 und 1972 bei der Rheingauer Krautrock-Band The Group Orgel, die bei einem deutschlandweiten Wettbewerb auf den zweiten Platz nach Kin Ping Meh kam. Nach einem Zwischenspiel mit Aus dem Nichts gründete er 1974 mit Bobby Stern, Reinhard Glöder und Lothar Scharf die Fusionband Virgo. Die Gruppe gab Konzerte in Europa, trat bei zahlreichen Festivals auf und legte mehrere Alben vor, wobei es zu diversen Besetzungswechseln kam. Auch war er an Schallplattenaufnahmen mit Zipflo Reinhardt beteiligt. In verschiedenen Theaterproduktionen hatte er die musikalische Leitung und bearbeitete die  Dreigroschenoper von Brecht/Weill für eine Inszenierung am Westfälischen Landestheater. Daneben besuchte er Kurse am Berklee College of Music, bevor er von 1990 bis 1996 Rechtswissenschaft und Musikwissenschaft an der Universität Frankfurt am Main studierte. Eine Ausbildung zum Multimedia-Designer schloss sich an.

## Diskographie
- Virgo (LP Vertigo 1975, mit Bobby Stern, Reinhard Glöder, Lothar Scharf)
- Virgo Four Seasons (Bacillus 1976, mit Wilson de Oliveira, Reinhard Glöder, Clemens Schuster)
- Virgo Lutello (Bacillus 1978, mit Wilson de Oliveira, Juraj Galan, Udo Kistner, Clemens Schuster)
- Virgo Move On (Bacillus 1979, mit Juraj Galan, Udo Kistner, Clemens Schuster)

## Ausstellungen
- 1998 Einzelausstellung „Räume“, Musikbibliothek Wiesbaden.
- 1999 Einzelausstellung in „The Unique V&K Boutique“ Frankfurt am Main.
- 2000 Einzelausstellung „Erinnerungszeichen“, Kino Caligari Wiesbaden.
- 2001 Galerie Atelier Moering, Wiesbaden.